# Callan-Methode
Die Callan-Methode ist eine Methode der Fremdsprachendidaktik.
Der Fokus liegt auf dem Erlernen durch aktives Sprechen und häufige Wiederholungen des Erlernten. Benannt ist sie nach ihrem Entwickler Robin Callan (†2014).
Basierend auf der bereits Ende des 19. Jahrhunderts entwickelten Direkten Methode, entwickelte Callan seinen Ansatz für den Englischunterricht. Mit Hilfe dieser Methode soll die englische Sprache bis zu viermal schneller erlernt werden können. Anfangs für Englisch entwickelt, wird die Methode inzwischen weitläufig in Sprachschulen angewendet.

## Funktionsweise
Bei der Callan-Methode sollen die Lernenden während des Unterrichts zu jeder Zeit die zu erlernende Sprache hören und diese auch so viel wie möglich aktiv selbst sprechen. Die Lehrkräfte greifen dabei auf einen durchstrukturierten Fragenkatalog zurück, bei dem jede Frage eine Übung eines bestimmten Wortes oder Ausdrucks darstellt, oder bereits Erlerntes wiederholen soll. Die Lernenden sollen durch Beantwortung der Fragen in vollständigen Sätzen realitätsnahe Konversationssituationen üben.
Auch bei niedrigeren Niveaus oder Sprachanfängern ist das Unterrichtstempo stets hoch. Die Sprachlehrer stellen die Fragen in einer Frequenz, die leicht schneller ist als durchschnittliche Konversationsgeschwindigkeit. Dadurch eignen sich die Schüler rasch die Fähigkeit an, die Zielsprache direkt zu verstehen, ohne das Gehörte zunächst in die jeweilige Muttersprache zu übersetzen. Das Denken in der Zielsprache wird forciert.

## Unterrichtsinhalte
Im Einsteigerlevel wird vor allem auf Vermittlung grundlegender Grammatik und den Aufbau eines Basiswortschatzes Wert gelegt. Komplizierte oder selten vorkommende Begriffe und Konstruktionen werden bewusst ausgeklammert, um zunächst die Konzentration auf die Grundlagen richten zu können.
Mit steigendem Niveau erweitert die Callan-Methode die Fähigkeiten der Lernenden auf das Führen flüssiger Konversationen, fehlerfreies Schreiben etc. Die vermittelte Grammatik und das verwendete Vokabular entsprechen dabei den jeweiligen Fähigkeitsstufen der Lernenden.
Die Fähigkeitseinstufung erfolgt bei der Callan-Methode in einem 12 Stufen umfassenden System. Die einzelnen Niveaus beziehen sich dabei auf das in den wichtigsten internationalen Sprachzertifikaten geforderte Wissen und Fähigkeiten.
Die höchsten Stufen 11 und 12 entsprechen dem Umfang der in ihnen vermittelten Inhalte einem Sprachniveau von C1 nach CEFR-Norm (Common European Framework of Reference).

## Anwendung
Der wohl berühmteste Callan-Schüler ist der nordkolumbianische Literatur-Nobelpreisträger Gabriel García Márquez, der während seines Aufenthaltes in London die „Callan Method School of English“ besuchte. Auch internationale Unternehmen, wie IBM, Fiat und Olivetti, vertrauen der Callan-Methode und verwenden sie zur Sprachausbildung ihrer Mitarbeiter.